# Entre frères de sang
Entre frères de sang (titre original : Jugend auf der Landstraße Berlin en 1932 ; Blutsbrüder. Ein Berliner Cliquenroman en 2013) est l'unique roman de l'écrivain et journaliste allemand Ernst Haffner.

## Résumé
Le livre raconte la vie d'une bande de jeunes Allemands de l'entre-deux-guerres, sous la République de Weimar, dont le quotidien est fait de larcins, de prostitution, de recettes « à la petite semaine » pour survivre.

## Autour du livre
Édité par Bruno Cassirer, le roman reçoit un vibrant accueil de Siegfried Kracauer dans la Frankfurter Zeitung. Un an plus tard, le livre est condamné par la Chambre de la littérature du Reich et est brûlé lors de l'autodafé de 1933.